# سلمون مرقط كبير
السلمون المرقط الكبير (الاسم العلمي: Salmo macrostigma) هو نوع من السلمون المرقط الذي يستوطن في المياه العذبة في الجزائر في شمال غرب أفريقيا. يمكن أن يصل طوله إلى 60 سنتيمتر (24 بوصة) بقياس السمك.
استخدم اسم Salmo trutta macrostigma (أو Salmo macrostigma) سابقًا للعديد من الأسماك المستوطنة أيضًا في مناطق أخرى حول البحر الأبيض المتوسط، ولكن في السنوات الأخيرة قُسمت إلى أنواع محلية منفصلة.